# Октябърски (Люберецки район)
Октябърски (на руски: Октябрьский; до 1957 – Балятино) е селище от градски тип в Люберецки район, Московска област, Русия. Населението му през 2017 година е 18 502 души.

## География

### Разположение
Октябърски е разположен в Московска област (централна част на Европейска Русия).

### Климат
Климатът в Октябърски е умереноконтинентален (Dfb по Кьопен) с горещо и сравнително влажно лято и дълга студена зима.

## Население
| 1959   | 1970   | 1989   | 2002   | 2006 | 2009   | 2010   | 2012   | 2013   | 2014   |
| ------ | ------ | ------ | ------ | ---- | ------ | ------ | ------ | ------ | ------ |
| 7766   | 8437   | 8634   | 10 135 | 9900 | 11 563 | 13 165 | 14 525 | 15 486 | 16 386 |
| 2015   | 2016   | 2017   |        |      |        |        |        |        |        |
| 17 222 | 17 766 | 18 502 |        |      |        |        |        |        |        |

## Личности, свързани с Октябърски
- Вячеслав Данилин – руски футболист.
- Полиевкт Шоригин – основател на Старо-Горкинската фабрика. Той е построил болница, училище, баня и къщи в Октябърски.